# Sparisoma cretense
Sparisoma cretense là một loài cá biển thuộc chi Sparisoma trong họ Cá mó. Loài này được mô tả lần đầu tiên vào năm 1758.

## Từ nguyên
Từ định danh của loài được đặt theo tên của đảo Crete của Hy Lạp, nơi mẫu định danh được thu thập (–ensis: hậu tố biểu thị nơi chốn).

## Phạm vi phân bố và môi trường sống
Từ Bồ Đào Nha, S. cretense được ghi nhận trải dài về phía nam đến bờ biển Sénégal, bao gồm các hải đảo ngoài khơi là Açores, Madeira, quần đảo Canaria và Cabo Verde; ở phía bắc, loài này xuất hiện chủ yếu ở bờ biển phía đông và nam của Địa Trung Hải (ngoại trừ bờ biển phía tây bắc là không được biết đến) và một phần biển Adriatic.
S. cretense sống gần các mỏm đá ngầm ở độ sâu đến ít nhất là 50 m.

## Mô tả
S. cretense có chiều dài cơ thể tối đa được biết đến là 50 cm. S. cretense cái và cá con có nhiều biến thể màu sắc: màu ô liu hoặc nâu tím đến nâu xám. Cá đực có màu đỏ tươi, trừ một vùng màu xám sau đầu. Vệt màu vàng trên cuống đuôi và một vệt cùng màu băng qua mắt xuống gốc vây ngực.
Số gai vây lưng: 9; Số tia vây ở vây lưng: 10; Số gai vây hậu môn: 3; Số tia vây ở vây hậu môn: 9; Số tia vây ở vây ngực: 14.

## Sinh thái học
Thức ăn của S. cretense chủ yếu là tảo, nhưng chúng cũng ăn các loài thủy sinh không xương sống nhỏ. S. cretense sinh sản vào khoảng tháng 7 đến tháng 9, với những quần thể mới ở cá con được ghi nhận vào cuối mùa hè ở Bồ Đào Nha.
Cá đực trưởng thành có thể thiết lập cho mình một lãnh thổ riêng với nhiều con cá cái cùng sống trong đó, tạo thành một hậu cung. Nhiều cá thể không lập lãnh thổ và cùng chia sẻ một khu vực chung, hợp thành một nhóm đến vài chục cá thể.

## Thương mại
S. cretense được đánh bắt ngẫu nhiên và bán tươi ở nhiều nơi trong phạm vi của chúng, nhưng được nhắm mục tiêu ở Canaria.